# Chiappala chiappala

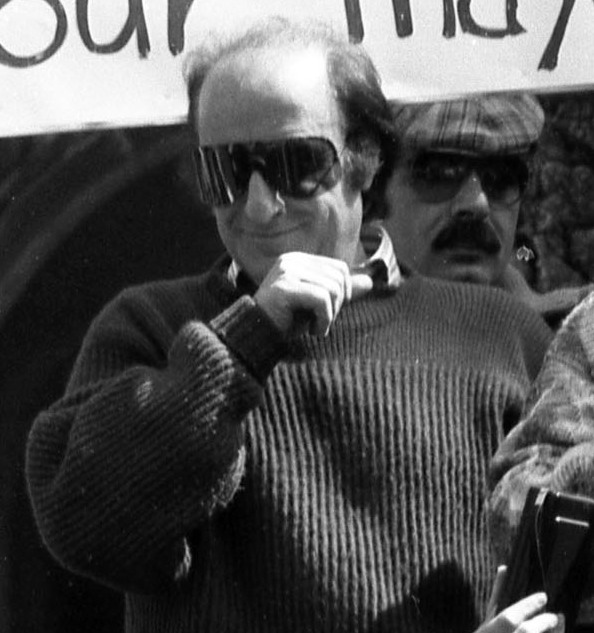
Bracardi, ideatore e presentatore del programma

Chiappala chiappala è stato un programma televisivo di Raidue, trasmesso nel 1989.
Giorgio Bracardi ne fu ideatore e presentatore. Alle prime puntate partecipò anche Mario Marenco.

## Il programma
La regia era di Francesco Manente. La prima puntata fu trasmessa il 9 gennaio 1989, l'ultima il 15 febbraio 1989. Ne furono prodotte venti in totale, tutte registrate presso l'Auditorium Rai di Napoli. Lo spettacolo andava in onda per tre giorni alla settimana, dal lunedì al mercoledì, a partire dalle ore 23:00; la prima settimana di programmazione, fu trasmesso anche il giovedì. 

### Personaggi
Il programma ruotava attorno ai personaggi ideati e interpretati da Bracardi anni addietro nella trasmissione radiofonica Alto gradimento, tra i quali: Scarpantibus, Max Vinella, il fascista Catenacci, il maestro Torvaianica, il filosofo prof. Virgilio Socrantini e l'imbianchino romano Anacleto. Lo affiancarono giovani attori tra cui Andrea Giaccio, Carlotta Lavini ed Ennio Catani. Ospiti fissi erano «The Sdrucinats», il corpo di ballo che si esibiva negli stacchetti musicali, molti dei quali vedevano impegnato lo stesso Bracardi in suoi brani, come Parlamento e Bumba la bamba.